# Diamond Jr.5王座
Diamond Jr.5王座（ダイヤモンド・ジュニア・ファイブおうざ）は、ダイヤモンド・ジャパンが創設した女子プロレスの王座。

## 歴史
2004年、キャリア4年以内の選手を対象にした王座として創設。3月7日、ダイアモンド・ジャパン主催興行「Diamond!」後楽園ホール大会で行われた初代王座決定トーナメントに優勝した未来が初代王者になった。

## 歴代王者
| 歴代 | 選手 | 防衛回数 | 獲得日付     | 獲得場所 （対戦相手・その他） |
| ---- | ---- | -------- | ------------ | ----------------------------- |
| 初代 | 未来 | 3        | 2004年3月7日 | 後楽園ホール アップルみゆき   |